# Paroo
Paroo – rzeka okresowa w Australii, na terenie stanów Queensland i Nowa Południowa Walia. Ma 1210 km długości. Wypływa u granic parku narodowego Mariala National Park w środkowym Queensland, płynie w kierunku południowym. Przepływa przez wyjątkowo suchy obszar, jednak w porze deszczowej może gwałtownie wezbrać wskutek ulewnych opadów. Uchodzi do rzeki Darling, jednak dociera do niej jedynie w najbardziej mokrych latach. Najczęściej kończy swój bieg na równinie zalewowej na południe od miejscowości Wanaaring. Rzeka ma duże znaczenie kulturowe i duchowe dla rdzennych mieszkańców ziemi wokół niej, ludów Baakandji i Budjiti. Nazwa rzeki pochodzi z języków aborygeńskich i odnosi się do licznie występujących w niej ryb z gatunku Nematalosa erebi. 